# Самсонов, Виктор Александрович
Виктор Александрович Самсо́нов (3 ноября 1919, Кондопога — 11 сентября 2004, Петрозаводск) — врач, учёный-патологоанатом, заслуженный деятель науки Карельской АССР (1968), заслуженный деятель науки РСФСР (1970), Почётный гражданин Республики Карелия (1999).

## Биография
В 1937 году окончил Петрозаводский индустриальный техникум.
В декабре 1937 года был арестован и осуждён на пять лет по ложному обвинению. Отбывал срок осуждения в Ухтинском лагере, где освоил специальность фельдшера. В 1942—1947 годах — работал в лагере вольнонаёмным заведующим терапевтическим отделением. В 1947 году реабилитирован.
В 1952 году окончил Ивановский государственный медицинский институт.
В 1952—1959 годах — заведующий патологоанатомическим отделением Республиканской больницы Карело-Финской ССР в Петрозаводске. В 1955 году защитил кандидатскую диссертацию на тему «Клинико-анатомическая характеристика рака лёгкого».
В 1959—1962 годах работал ассистентом кафедры патологической анатомии Ленинградского института усовершенствования врачей.
В 1962—2004 годах — заведующий кафедрой патологической анатомии и судебной медицины Петрозаводского государственного университета. В 1963 году защитил докторскую диссертацию на тему «Клинико-морфологическая характеристика осложненной язвенной болезни». В 1992—1997 годах — заведующий кафедрой анатомии и гистологии университета, с 1997 года — профессор кафедры анатомии и гистологии.

## Научные труды
Автор более 330 научных работ и монографий. Некоторые из них:
- Первичный рак лёгкого. — Петрозаводск, 1955
- Язвенная болезнь. — Петрозаводск, 1975
- Опухоли мочевого пузыря. — М., 1978
- Патоморфология опухолей почек и верхних мочевыводящих путей. — М., 1981

## Сочинения
- Самсонов В. А. Жизнь продолжается: Записки лагерного лекпома — Петрозаводск: Карелия, 1990. — 318 с.: ил. — 30000 экз.
- Самсонов В. А. Парус поднимаю: Записки лишенца — Петрозаводск: Карелия, 1993. — 245 с.: ил.
- Самсонов В. А. В путях дорогах студенческих: Воспоминания — Кондопога, 1997. — 137 с.
- Самсонов В. А. Записки молодого врача — Кондопога, 1998. — 124 с.: ил., порт.
- Самсонов В. А. Записки провинциального профессора — Петрозаводск, 1999. — 184 с.: ил.